# 양지열
양지열(梁芝烈, 1971년 10월 5일~)은 대한민국의 변호사이다. TBS 교통방송, YTN, SBS 등 여러 방송 매체에 출연하여 시사 분야에 대한 법률적 분석이나 평론을 하였다.

## 학력
- 1987년~1990년: 순천고등학교
- 1990년~1995년: 고려대학교 철학 학사

## 경력
- 1994년 12월~1999년 12월: 중앙일보 기자
- 2000년 1월~2002년 2월: 중앙일보 <조인스닷컴> 과장
- 2011년 사법연수원 40기 수료
- 2011년 1월~2011년 10월: 법무법인 <한강> 변호사
- 2011년 8월~2016년: 한국출판인회의 고문
- 2011년 11월: 법무법인 <가율> 대표 변호사
- 2012년 1월: 법무부 9988중소기업법률지원단 법률자문단변호사
- 2012년 8월: 대한변호사협회 지자체 세금낭비조사특별위원회 위원
- 2015년 5월~: 한국출판문화산업진흥원 포상금심의위원회 위원
- 2016년 4월~: 국민안전문화협회 고문 변호사
- 2016년 5월: 대한민국 육군 정책홍보자문위원
- 2016년 6월: 서울중앙지방검찰청 형사조정위원회 위원
- 2019년 3월~: 출판도시 문화재단 이사
- 법무법인 에이블 변호사

## 저서
- 《그림 읽는 변호사》. 현암사. 2016년. ISBN 9788932318325
- 《헌법 다시 읽기》. 자음과모음. 2017년. ISBN 9788954437240

### 공저
- 양지열 저·소복이 화. 《법은 만인에게 평등할까》. 이상한도서관. 2016년. ISBN 9791158930288